# Cayo Hicacal
Cayo Hicacal es el nombre que recibe una isla en la provincia de Villa Clara que pertenece al país caribeño de Cuba localizada frente al océano Atlántico en la costa norte de la isla principal de Cuba, específicamente en las coordenadas geográficas 23°04′02″N 80°04′44″O / 23.06722, -80.07889 al sur del Bajo Telegrama, al noroeste de Cayo Esquivel del norte, al norte de Cayo Esquivel del Sur, y al oeste de los Bajos del Esponjal, 234 kilómetros al este de la capital del país la ciudad de La Habana.